# Kap Tretjakow
Das Kap Tretjakow (russisch МысТретьякова Mys Tretjakowa) ist ein Kap an der Oates-Küste des ostantarktischen Viktorialands. Es liegt auf der Nordostseite des Gillett-Schelfeises nördlich der Wilson Hills.
Russische Wissenschaftler benannten es. Der Namensgeber ist nicht überliefert.